# Neoperla primitiva
Neoperla primitiva is een steenvlieg uit de familie borstelsteenvliegen (Perlidae). De wetenschappelijke naam van de soort is voor het eerst geldig gepubliceerd in 1952 door Geijskes.